# Dammagletscher
Der Dammagletscher ist ein Hanggletscher am Ostabhang des Winterbergmassivs in den Urner Alpen im Kanton Uri der Schweiz. Er ist 2,5 km lang und bedeckt eine Fläche von ungefähr 5 km².

## Ursprung und weiterer Verlauf
Seinen Ausgangspunkt nimmt der Dammagletscher auf etwa 3300 m unterhalb der steilen Felswand an der Ostflanke des Dammastocks. Der Gletscher erstreckt sich als breites Firnfeld nach Osten und weist am Hang ein Gefälle von teilweise über 40 % auf. Im Süden wird er vom Gletschhorn (3305 m ü. M.) und vom Winterstock (3203 m ü. M.) flankiert. Eine schmale Zunge reicht weiter talabwärts und endet auf einer Höhe von 2060 m. Von hier fliesst die Dammareuss in den gestauten Göscheneralpsee, dessen Abfluss, die Göschener Reuss, bei Göschenen in die Reuss mündet. Im Norden ist der Dammagletscher mit dem Rotfirn verbunden, einem weiteren rund 1 km² grossen Firnfeld am Osthang des Winterbergs.

## Gletscherschwankungen
Der Dammagletscher ist einer der weltweit auf vielfältigste Weise untersuchten Gletscher. Seine Ausdehnung wird seit 1921 dokumentiert. Ein Forschungsverbund mit der Zürcher ETH und weiteren Schweizer, deutschen und angelsächsischen Hochschulen erfasst laufend Temperatur, Feuchtigkeit, Niederschlagsmengen, den Stickstoffgehalt der Umgebungsluft und jedes Zurückweichen der Zungenspitze. Am Ende der kleinen Eiszeit um 1850 hatten fast alle Alpengletscher die grösste Ausdehnung innerhalb der letzten drei Jahrhunderte. Der Dammagletscher reichte bis ins Tal, wo heute der Göscheneralpstausee liegt. Seit 1850 wurde der Rückzug des Dammagletschers mehrmals von kurzen Zwischenvorstössen unterbrochen.

## Tourismus
Am Moosstock unterhalb des Dammagletschers steht auf 2439 m ü. M. die Dammahütte des Schweizer Alpen-Clubs SAC, die als Ausgangspunkt für Bergbesteigungen und Klettertouren im Winterbergmassiv dient.

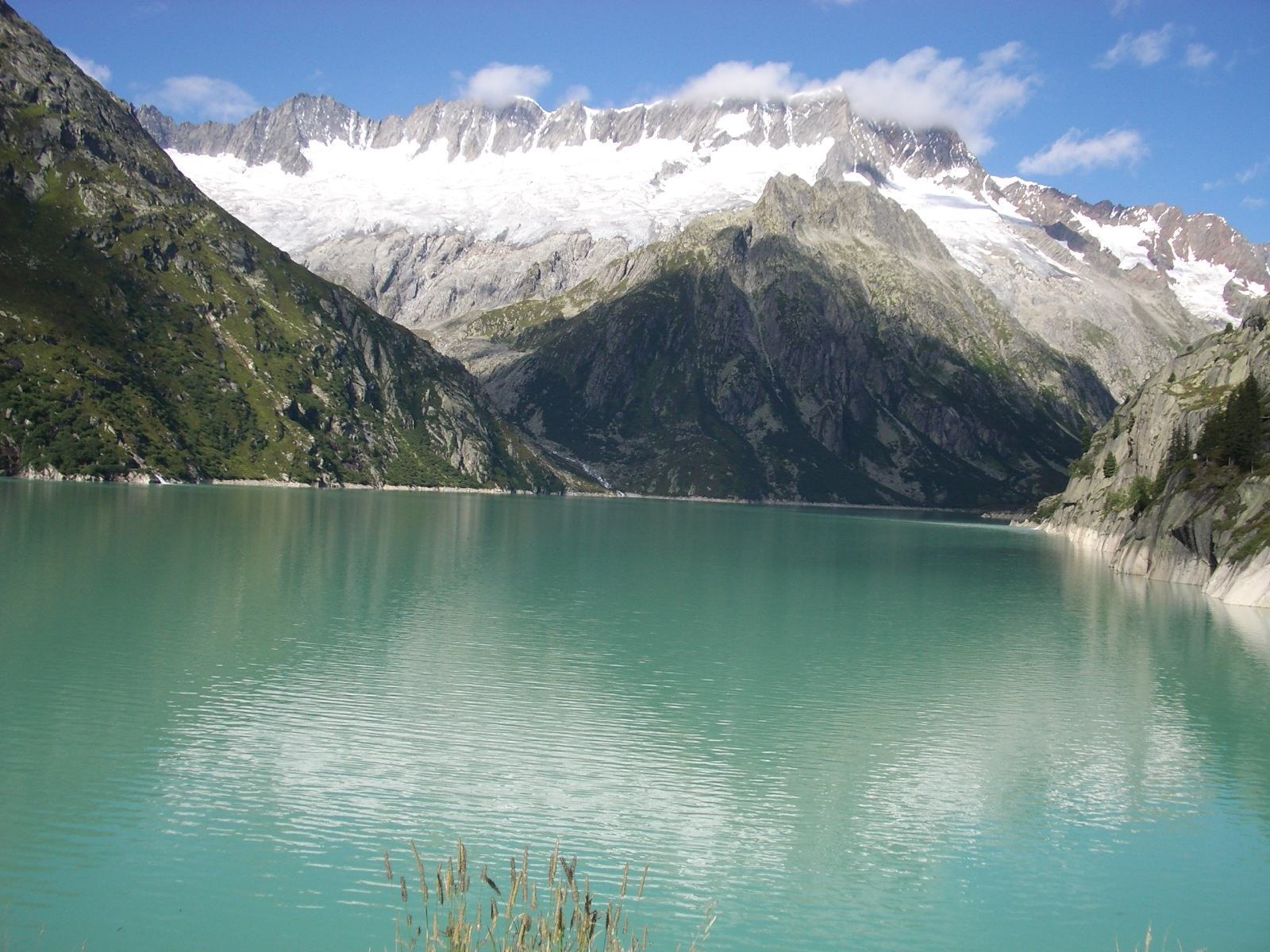
Dammagletscher und Göscheneralpsee
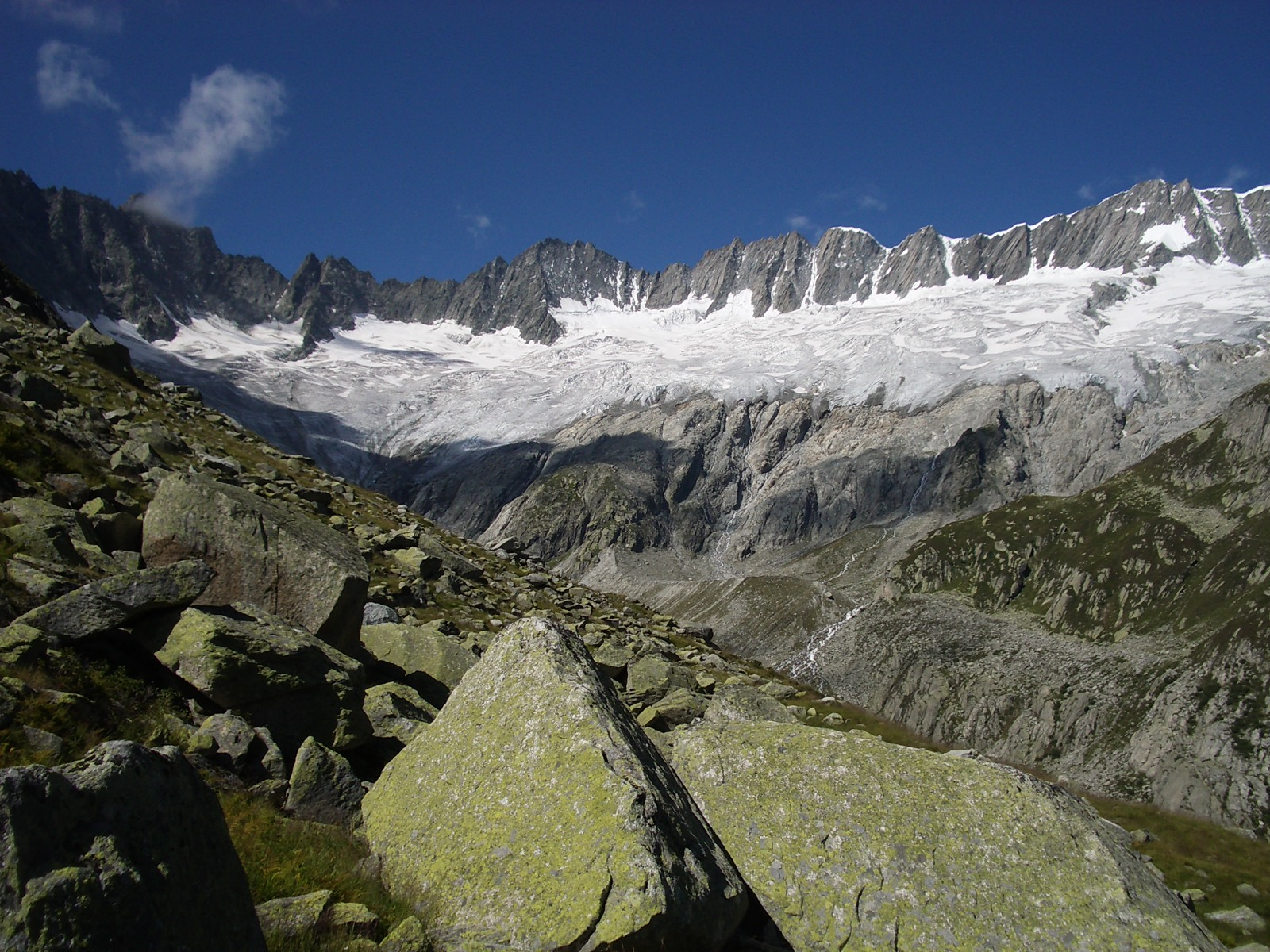
Dammagletscher
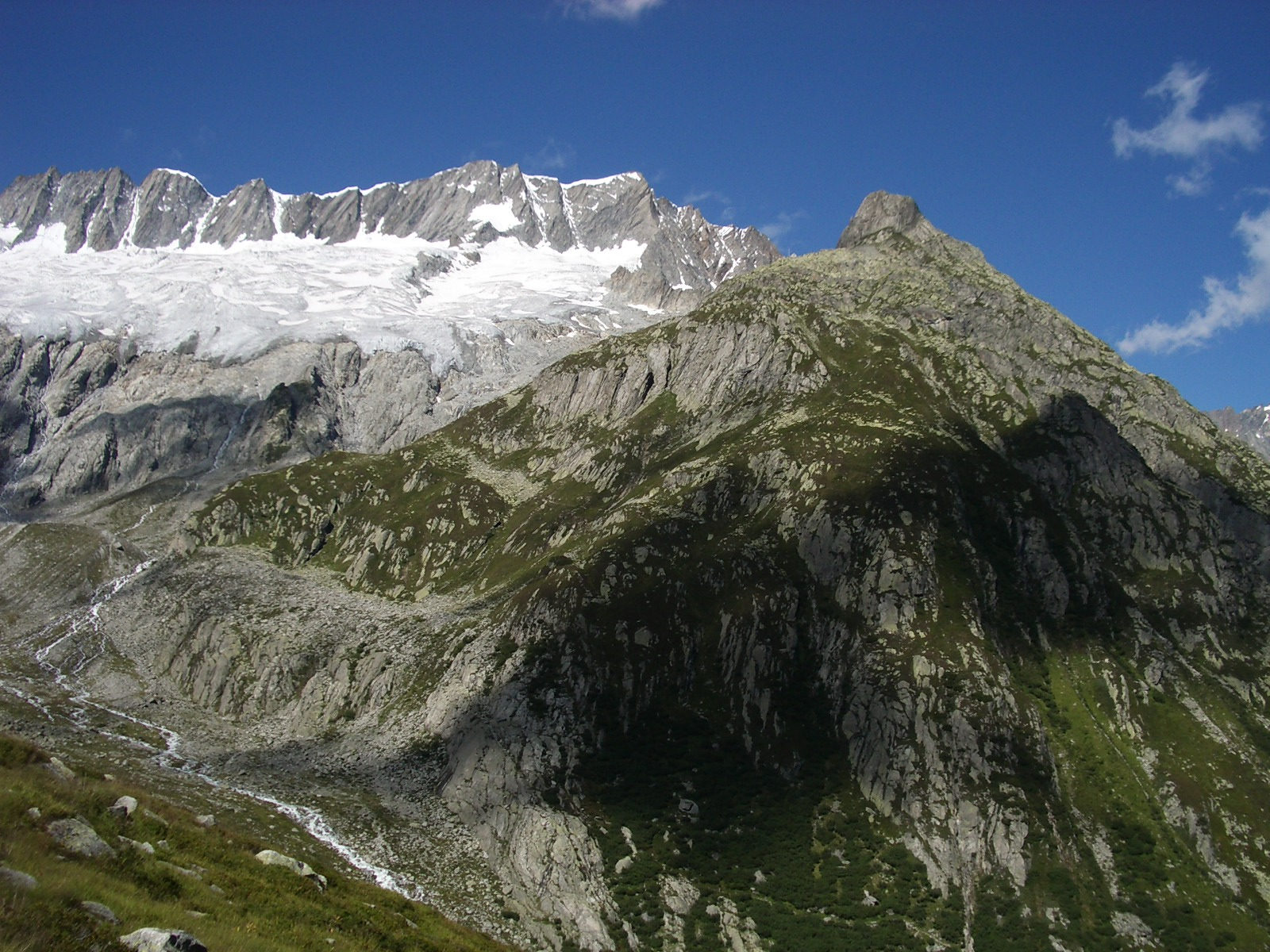
Dammahütte mit Fahnenmast (rechts vom Gletscher auf dem Grat)
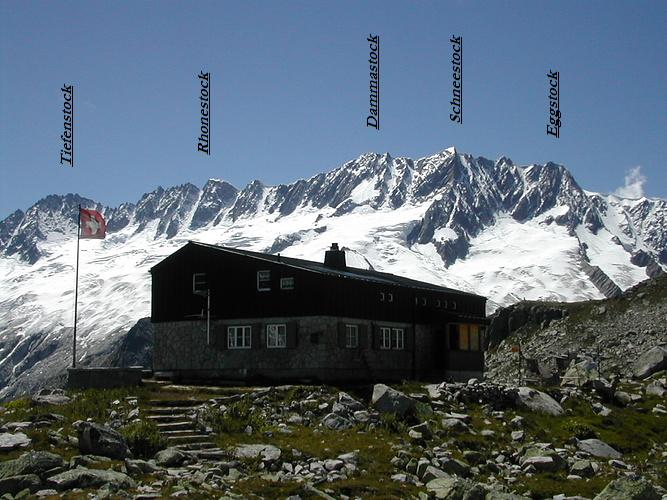
Blick von der Bergseehütte nach Südwest
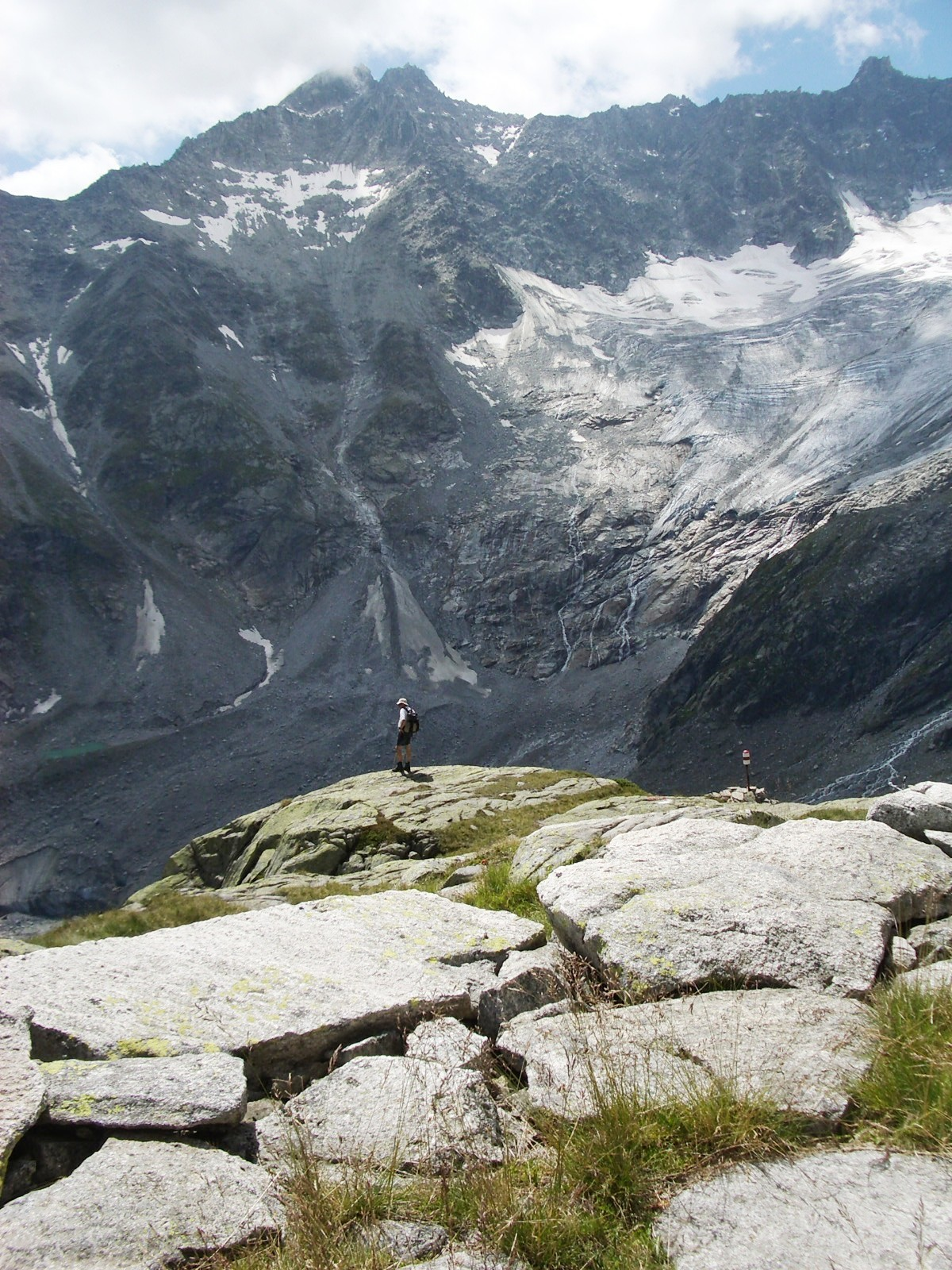
Am Bildrand links unten liegt die vom Nährgebiet abgeschnittene und vom Bergschutt zugedeckte Zunge (Toteis)